# مورايا أوكريستية الأوراق
مورايا أوكريستية الأوراق (الاسم العلمي:Murraya euchrestifolia) هي نوع من النباتات يتبع جنس المورايا من الفصيلة السذابية.